# Stela Eneva
Stela Eneva (en bulgare : Стела Енева) née le 18 juillet 1975, est une athlète paralympique bulgare qui participe principalement à des épreuves de lancer.
Elle participe aux Jeux paralympiques d'été de 2004 à Athènes, en Grèce. Lors de ces Jeux, elle participe aux épreuves de lancer du disque, de lancer du poids et de lancer du javelot F42-46, mais ne remporte aucune médaille.
Elle a plus de chance lorsqu'elle participe aux Jeux paralympiques d'été de 2008 à Pékin, en Chine. Là, elle remporte une médaille d'argent au lancer du disque féminin F57-58, mais ne réussit pas à remporter de médaille au lancer du poids. Elle remporte également l'argent aux Jeux paralympiques de 2012 à Londres.